# Chlorothraupis carmioli
Tangará-de-carmiol ou sanhaço-esverdeado (Chlorothraupis carmioli) é uma espécie de ave da família Thraupidae.
Pode ser encontrada nos seguintes países: Bolívia, Colômbia, Costa Rica, Equador, Nicarágua, Panamá e Peru.
Os seus habitats naturais são: florestas subtropicais ou tropicais húmidas de baixa altitude e florestas secundárias altamente degradadas.